# کاستلنووو دی پورتو
کاستلنووو دی پورتو (به ایتالیایی: Castelnuovo di Porto) یک کومونه در ایتالیا است که در استان رم واقع شده‌است.

## خصوصیات
کاستلنووو دی پورتو ۳۰٫۸ کیلومترمربع مساحت و ۸٬۵۴۴ نفر جمعیت دارد و ۲۵۰ متر بالاتر از سطح دریا واقع شده‌است.